# ジョー・ゴメス
ジョー・ゴメス（Joe Gomez）こと、ジョセフ・デビッド・"ジョー"・ゴメス（Joseph David "Joe" Gomez、1997年5月23日 - ）は、イングランド・ロンドン・キャットフォード出身のサッカー選手。プレミアリーグ・リヴァプールFC所属。イングランド代表。ポジションはDF。

## クラブ経歴
2010年にチャールトン・アスレティックFCのユースチームでキャリアをスタートさせ、2014年にトップチームに昇格した。プロ1年目の2014-15シーズンで、公式戦24試合に出場した。
2015年6月20日にイングランドのリヴァプールFCに完全移籍した。移籍に際しゴメスは「夢が叶ったよ。少し現実だとは思えないし、まだピンときてないけどね。でもドキドキしているし、ここでプレー出来ることに興奮しているよ」と、喜びを語った。
2018-19シーズンはセンターバック2枚のセカンドチョイスだったが、15節のバーンリーFC戦で負傷し、ポジションをジョエル・マティプに譲った。チャンピオンズリーグ決勝トッテナム戦では後半終了間際から出場を果たした。
しかしその後も怪我に苦しみ、2020-21、2021-22シーズンの2シーズンでリーグ戦の出場がわずか15試合に終わるなど、大半を棒に振っていた。一方、2022年7月7日にはリヴァプールとの契約を2027年まで延長した。
2022-23シーズンは、DF陣の相次ぐ負傷により先発の座を掴んだ。ボールを触ったときのミスの多さや、守備時の軽さがあるものの、6節のエヴァートンFC戦では6度のデュエルで勝利するという数字をだしている。
2023-24シーズン、怪我人が続出したことで、本来のセンターバックのポジションだけではなく、左右のサイドバックとしても起用され、負傷者の穴を埋める活躍を見せている。

## 代表歴
U-16、U-17、U-19のイングランド代表に選出されている。UEFA U-17欧州選手権の2014大会では優勝を果たした。またUEFA U-17欧州選手権大会チームに選出された。
2017年11月にA代表に初召集されると10日に行われたドイツ戦でデビューを果たした。続く14日のブラジル戦でスタメン出場し、ブラジルを無得点に抑えた。
2018年3月の代表戦で負傷し、手術をした影響でロシアで開催されたワールドカップへの出場を逃すこととなった。

## 個人成績

### クラブ
| クラブ                       | シーズン | リーグ             | リーグ戦 | リーグ戦 | カップ戦 | カップ戦 | リーグ杯 | リーグ杯 | 国際大会 | 国際大会 | その他 | その他 | 合計 | 合計 |
| クラブ                       | シーズン | リーグ             | 出場     | 得点     | 出場     | 得点     | 出場     | 得点     | 出場     | 得点     | 出場   | 得点   | 出場 | 得点 |
| ---------------------------- | -------- | ------------------ | -------- | -------- | -------- | -------- | -------- | -------- | -------- | -------- | ------ | ------ | ---- | ---- |
| チャールトン・アスレティック | 2014-15  | チャンピオンシップ | 21       | 0        | 1        | 0        | 2        | 0        | -        | -        | 0      | 0      | 24   | 0    |
| リヴァプール                 | 2015-16  | プレミアリーグ     | 5        | 0        | 0        | 0        | 0        | 0        | 2        | 0        | -      | -      | 7    | 0    |
| リヴァプール                 | 2016-17  | プレミアリーグ     | 0        | 0        | 3        | 0        | 0        | 0        | -        | -        | -      | -      | 3    | 0    |
| リヴァプール                 | 2017-18  | プレミアリーグ     | 23       | 0        | 1        | 0        | 1        | 0        | 6        | 0        | -      | -      | 31   | 0    |
| リヴァプール                 | 2018-19  | プレミアリーグ     | 16       | 0        | 0        | 0        | 0        | 0        | 9        | 0        | -      | -      | 25   | 0    |
| リヴァプール                 | 2019-20  | プレミアリーグ     | 28       | 0        | 2        | 0        | 2        | 0        | 7        | 0        | 4      | 0      | 43   | 0    |
| リヴァプール                 | 2020-21  | プレミアリーグ     | 7        | 0        | 0        | 0        | 1        | 0        | 3        | 0        | 1      | 0      | 12   | 0    |
| リヴァプール                 | 2021-22  | プレミアリーグ     | 8        | 0        | 2        | 0        | 4        | 0        | 7        | 0        | -      | -      | 21   | 0    |
| リヴァプール                 | 2022-23  | プレミアリーグ     | 21       | 0        | 3        | 0        | 2        | 0        | 5        | 0        | 0      | 0      | 31   | 0    |
| リヴァプール                 | 2023-24  | プレミアリーグ     | 32       | 0        | 4        | 0        | 5        | 0        | 10       | 0        | -      | -      | 51   | 0    |
| リヴァプール                 | 通算     | 通算               | 140      | 0        | 15       | 0        | 15       | 0        | 49       | 0        | 5      | 0      | 224  | 0    |
| 総通算                       | 総通算   | 総通算             | 161      | 0        | 16       | 0        | 17       | 0        | 49       | 0        | 5      | 0      | 248  | 0    |

### 代表
| イングランド代表 | 国際Aマッチ | 国際Aマッチ |
| 年               | 出場        | 得点        |
| ---------------- | ----------- | ----------- |
| 2017             | 2           | 0           |
| 2018             | 4           | 0           |
| 2019             | 2           | 0           |
| 2020             | 3           | 0           |
| 2024             | 4           | 0           |
| 通算             | 15          | 0           |

## 代表歴

### 出場大会
- U-17イングランド代表
  - 2014年 - UEFA U-17欧州選手権（優勝）
- イングランド代表
  - 2018年 - UEFAネーションズリーグ2018-19
  - 2024年 - UEFA欧州選手権（準優勝）

## タイトル

### クラブ
リヴァプール
- プレミアリーグ：2019-20
- FAカップ：2021-22
- EFLカップ：2021-22, 2023-24
- FAコミュニティ・シールド：2022
- UEFAチャンピオンズリーグ：2018-19
- UEFAスーパーカップ：2019
- FIFAクラブワールドカップ：2019

### 代表
U-17イングランド代表
- UEFA U-17欧州選手権：2014